# 迪尔克·库伊特
德克·库伊特（荷蘭語：Dirk Kuijt，發音：[ˈdɪr(ə) ˈkœyt] ⓘ；1980年7月22日—），出生於荷蘭卡特韋克的職業足球員。原為前鋒，經過教練改造後改踢右中場與邊後衛，位置愈踢愈後面的神奇球員。以勤力及高合作性著名。世界足壇最佳荷蘭巨星之一。
古治是一個難以置信的「鐵人」，從1999年至2006年，七個賽季只缺席5場比賽，出場達233次。在2001年3月（烏德勒支）至2006年4月（飛燕諾），他連續比賽了179場。

## 職業生涯

### 早年生活
古治出身於一個位於荷蘭的卡特韋克，是一個小漁村，其父親亦以捕魚為生，而古治則是第三子。他早在5歲時已於當地一家業餘球隊Quick Boys學習。至1998年3月，他正式成為球隊正選，並得到荷蘭甲組的烏德勒支的注意。

### 烏德勒支時期
18歲的古治於當年夏天加盟烏德勒支，立即成為一隊成員。但他多數作為翼峰，因為烏德勒支常把隊中的塞爾維亞人伊格尔踢中鋒。直至2002-03年球季，當新教練福克·博伊上任後便停止。博伊將古治定為中鋒，而古治亦以20個聯賽入球作為回報。他亦協助球會晉身荷蘭盃決賽，對著飛燕諾，他們以4-1大勝，古治為球會射入一球，成為該場賽事最佳球員。季後，古治以1百萬歐羅轉會飛燕諾，取代離開的雲荷當。

### 飛燕諾時期
古治因為連續的入球，很快就成為球迷們的寵愛。他在首季再射入20個聯賽入球。在2004-05年賽季的第一次對著迪加史卓普射成首個帽子戲法（一場射入三球），他其後在對著ADO海牙時射入4球。最後以29球成為聯賽神射手。
在2005年夏天，古治傳聞會到英格蘭加盟老牌球會利物浦，但並沒有落實。古治在下一個賽季成為飛燕諾的隊長，在所有比賽射入25球。2006年夏天，古治再次以幾間英格蘭球會連上，有利物浦及紐卡素等等。傳聞於3月開始，因為古治表示：「我在飛燕諾很快樂，但在英超比賽也不錯。」 傳聞一直至夏天，終於8月16日當古治正在荷蘭國家隊對著愛爾蘭時成真。報道指紐卡素領隊路達曾去觀看古治。
不過古治於稍後時間宣佈加盟英超老牌球會利物浦，轉會費據報達九百萬英鎊。

### 利物浦時期

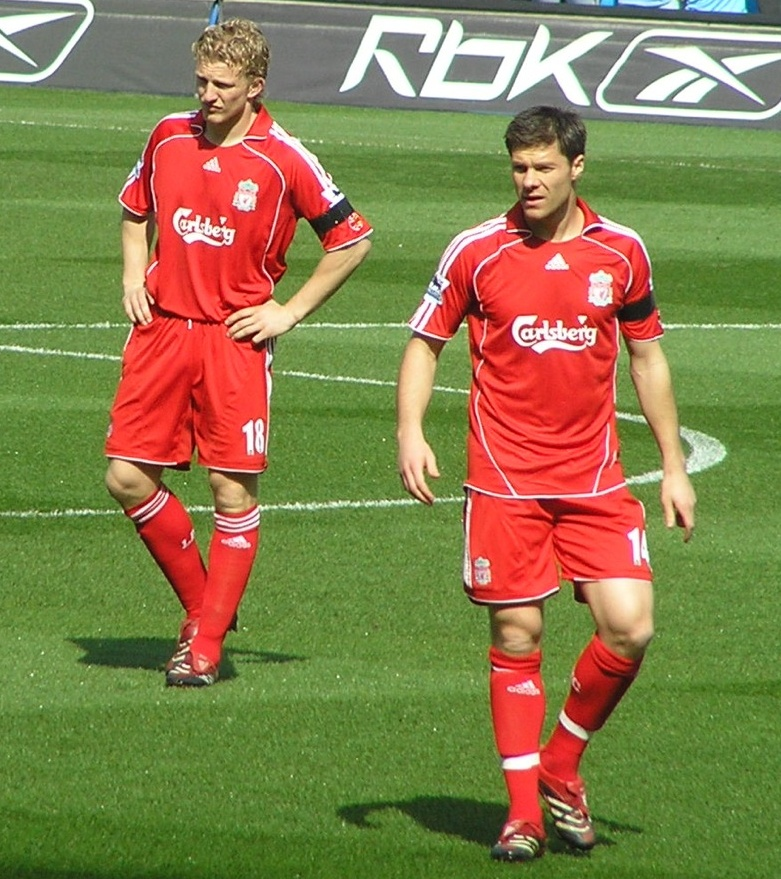
古治與利物浦隊友沙比阿朗素。

在加盟利物浦後，古治說：「我只會離開飛燕諾加盟大球會，利物浦就是了。他們是一間大球會，在這裡比賽實在是太好了。」
古治加盟利物浦後，以其勤力走動鑽營，喜與隊友合作的出色表現，很快便適應利物浦的生活，成為領隊賓尼迪斯手中重要棋子。而他樂於為隊友助攻助守的作風，更深受球迷愛戴。
在8月26日對著韋斯咸時後備入替，他的第一場正選是對著PSV燕豪芬的歐聯比賽上，他在此後連續3次正選上陣。在他第三場比賽，即是於9月20日主場對著紐卡素時射入第二球。 在下一場對著熱刺射入第二球。他射入第三球時爸爸亦是座上客，在對著阿士東維拉時射入一球。古治一加盟就有好表現，受到很多讚賞，像鏡報就說「這個荷蘭的前鋒成為一個受人崇拜的英雄。」
古治是利物浦再度打入歐聯決賽的重要人物。在準決賽中利物浦再遇車路士，在加時上半場沙比阿朗素的射門被施治撲出，古治補射入網，可惜被球證誤判越位。最終在互射十二碼中，古治射入最後一球擊敗了車路士進入決賽。在決賽中，古治雖然在89分鐘頂入一球，可惜利物浦仍以1-2落敗，僅獲歐聯亞軍。
古治該季共射入12球聯賽入球，成為利物浦的神射手。
2007-08球季，利物浦引入烏克蘭前鋒禾朗連及西班牙前鋒費蘭度托利斯，對古治的位置有很大威脅。古治在2007年10月20日的利物浦市打吡射入兩球十二碼，助球隊以2-1擊敗愛華頓。下半季，賓尼迪斯終於把球隊的陣式固定，改成4-2-3-1，古治作為右翼鋒，賴恩巴布為左翼鋒，共同支援任單前鋒的費蘭度托利斯，古治因而穩定地擔任正選。
在成為右前衛後，古治進球數雖然大量減少，但反而以活躍的右路推進取代了原本的中路進攻。其在右路的衝擊性與全面性非常優秀，而且活動範圍廣大，在全場都可以看到他的身影，身處己隊的半場也非常積極的斷球，絲毫不遜於中後衛，而少數的進球，卻往往都是非常關鍵性的，特別是在歐冠的比賽中更是如此。
07-08賽季的歐冠聯賽中，利物浦1/8決賽首回合對陣國際米蘭，古治在85分鐘為紅軍打開勝利之門；1/4決賽首回合對陣阿森納，在0-1落後的不利形勢下，古治幫助利物浦將比分扳平；半決賽首回合對陣車路士，又是古治率先為利物浦破門，這一進球甚至一度將車路士逼上絕路。
08-09賽季,作為右邊鋒,他有了脫胎換骨的表現，共射入了16球和奉獻10助攻，包括13球聯賽入球(比如勝曼城3-2)和3個歐聯進球(包括加時對標準列治入球)，該季表現令球會延長其合約直至2012年。
2011年3月6日，利物浦主場對仗死敵曼聯，古治在此場雙紅會中連入三元，幫助紅軍以3-1力克紅魔。此場不僅是他首次對上曼聯的比賽時進球，也是他第一次在英超中完成帽子戲法。古治在此場比賽能上演帽子戲法歸功於其隊友蘇亞雷斯。其中，第一球來自蘇亞雷斯於禁區左方連過拉菲爾、布朗等人助攻，古治輕鬆射入；第二球來自蘇亞雷斯的傳球，被曼聯的頭搥頂出，但未能解圍，反而落入古治頭上，協助古治攻入第二球；最後一球，來自蘇亞雷斯的自由球，被曼聯門將雲達沙撲出，但龍門邊的古治成功「執雞」，再次取得進球，最終為利物浦鎖定勝局。
2011年4月17日，利物浦對陣阿仙奴的比賽中，利物浦一度處於危險狀態。補時階段，98分鐘，利物浦的於自己禁區內剷跌兵工廠隊長，球證直指十二碼點。操刀射入，阿仙奴領先。由於利物浦隊長於比賽中受傷，因此補時加長。然而4分鐘後，即102分鐘，阿仙奴後衛於球隊近乎勝出之際，竟於自己禁區內推跌利物浦的，球證給了這場賽事第二個點球利物浦，古治操刀射入，為利物浦扳平比分，同時球證吹響哨子示意完場，結果利物浦取得一分，並正式宣佈阿仙奴在10/11賽季爭標無望。
而古治亦以13個聯賽入球和1個歐洲賽進球結束10/11賽季。

### 费内巴切時期
2012年6月，库伊特正式从利物浦转会至土耳其俱乐部费内巴切，签约3年。

## 國家隊生涯

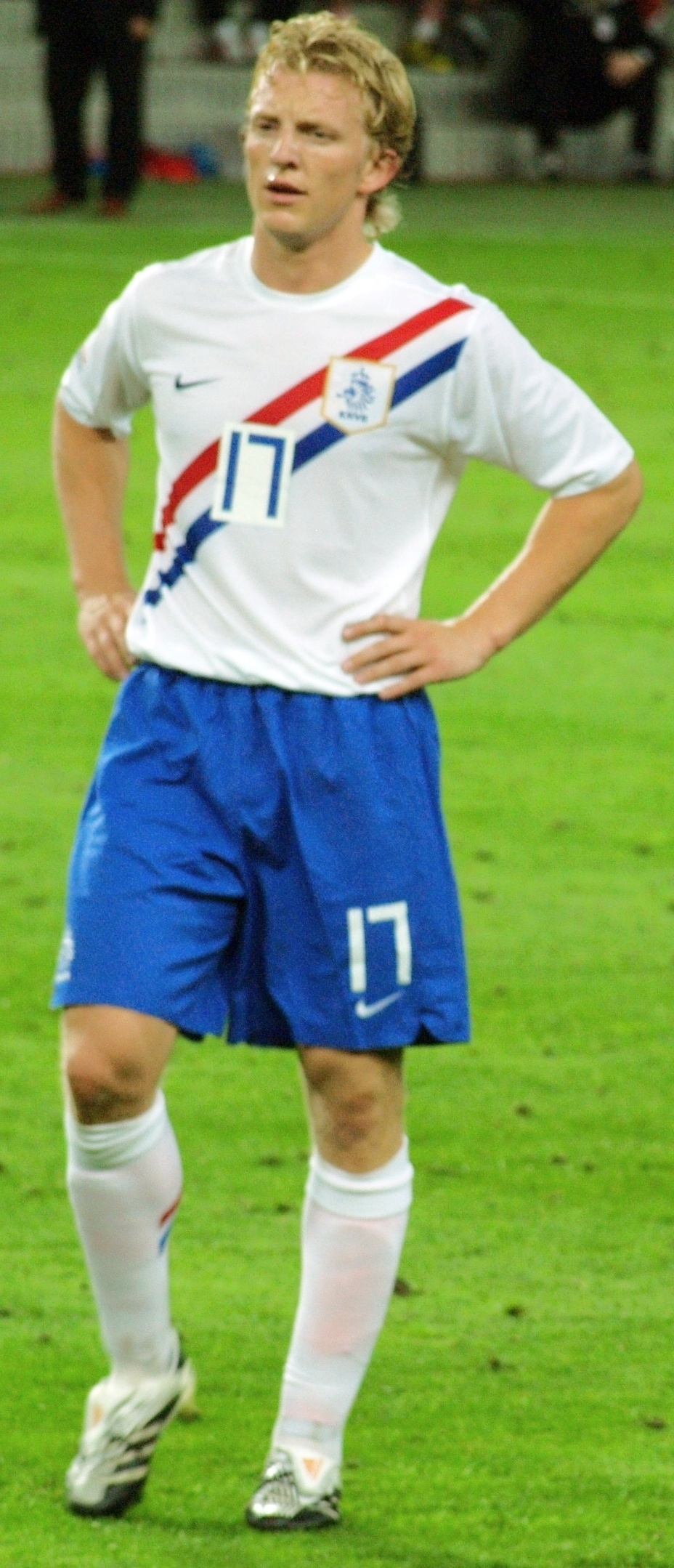
在荷蘭隊的古治。

當雲巴士頓接任成為荷蘭國家隊的領隊後，把很多舊有球員棄用，包括馬卡爾及古華特。古治從中得益，於2004年9月首次為荷蘭出戰，是雲巴士頓的首仗對著列支敦士登。他在其後已在荷蘭的陣容內佔了一個位置。他在2006年世界盃外圍賽十二次首發出場。
在2006年世界盃決賽週，雖然他在第一場分組賽對著塞黑的69分鐘替補上場，第二場則沒有上陣。當球隊成功晉身次圈，雲巴士頓決定讓主力球員休息一場，不用面對阿根廷， 使到古治能夠以翼鋒身份正選出場。
在對著葡萄牙的16強比賽，古治出奇地代替星級前鋒雲尼斯杜萊以正選身分出場。但是古治於該場表現平庸，荷蘭最終於0-1敗陣。
在2008年的歐洲國家盃，古治雖然被選入國家隊的正選名單中，但此年荷蘭隊是一支天才雲集的球隊，古治在先前的歐國盃預賽總是被總教練雲巴士頓排除在國家隊名單之外，更何況這次荷蘭隊在小組賽被分在稱之為死亡之組的C小組中，有法國與義大利等強敵壓境，古治的上場機會幾乎等於零。然而在荷蘭隊中的一名主力受傷的情況下，古治終究還是在小組賽中被排上了先發名單。6/9，古治的兩球助攻，幫助荷蘭隊以3:0大敗世界盃冠軍義大利；6/13，則是以頭球在開賽十分鐘內破門攻進了全場第一球，荷蘭隊最後以4:1大勝法國，讓荷蘭提早在死亡之組中出線，可以說是讓世界球評跌破眼鏡。但在這兩場球賽中，古治卻都沒有在場上踢滿全場，總是被雲巴士頓在中途替換下去。而就在8強賽中，荷蘭隊面對的是本屆另一匹黑馬俄羅斯，古治雖然還是選上了先發名單，卻被分到了左前衛的位置。古治身處在不適應的位置上，幾乎完全沒有表現，荷蘭隊前半場也踢的極為煩悶，被俄羅斯暫時以一分領先。中場休息之後，古治沒有出現在球場上，雲巴士頓再度把他給撤換下去。荷蘭隊最終以3比1爆冷門的輸給了俄羅斯，再度讓世界球評目瞪口呆。
之後，古治成為荷蘭絕對而無可動搖的主力，背號也固定為7號，並幫助荷蘭隊於2010年世界盃外圍賽拿到全世界唯一的全勝記錄，出戰南非世界盃。
2010的南非世界盃，古治被當作左前衛的先發首選，其攻守皆全的功能，與主攻的、主防的及構成強大的中場屏障，再配上進攻犀利的，荷蘭隊高歌凱奏一直到殺入決賽，對決實力不相上下的西班牙。最後荷蘭隊在加時賽中被西班牙的絕殺，只能屈居亞軍。

## 統計數字
更新于2008年11月17日
| 球會     | 賽季    | 英超 | 英超 | 足總盃 | 足總盃 | 聯賽盃 | 聯賽盃 | 歐洲賽 | 歐洲賽 | 其他   | 其他   | 總數 | 總數 |
| 球會     | 賽季    | 出場 | 進球 | 出場   | 進球   | 出場   | 進球   | 出場   | 進球   | 出場   | 進球   | 出場 | 進球 |
| -------- | ------- | ---- | ---- | ------ | ------ | ------ | ------ | ------ | ------ | ------ | ------ | ---- | ---- |
| 利物浦   | 2009–10 | 37   | 9    | 2      | 0      | 1      | 0      | 13     | 2      | 0      | 0      | 53   | 11   |
| 利物浦   | 2008–09 | 38   | 13   | 2      | 0      | 0      | 0      | 11     | 3      | 0      | 0      | 51   | 16   |
| 利物浦   | 2007–08 | 32   | 3    | 4      | 1      | 0      | 0      | 12     | 7      | 0      | 0      | 48   | 11   |
| 利物浦   | 2006–07 | 34   | 12   | 1      | 1      | 2      | 0      | 11     | 1      | 0      | 0      | 48   | 14   |
| 總數     |         | 141  | 36   | 9      | 2      | 3      | 0      | 47     | 13     | 0      | 0      | 200  | 51   |
| 球會     | 賽季    | 荷甲 | 荷甲 | 荷蘭盃 | 荷蘭盃 | -      | -      | 歐洲賽 | 歐洲賽 | 附加賽 | 附加賽 | 總數 | 總數 |
| 球會     | 賽季    | 出場 | 進球 | 出場   | 進球   | 出場   | 進球   | 出場   | 進球   | 出場   | 進球   | 出場 | 進球 |
| 飛燕諾   | 2005–06 | 33   | 22   | 1      | 0      | -      | -      | 2      | 1      | 2      | 2      | 38   | 25   |
| 飛燕諾   | 2004–05 | 34   | 29   | 3      | 4      | -      | -      | 7      | 3      | -      | -      | 44   | 36   |
| 飛燕諾   | 2003–04 | 34   | 20   | 2      | 1      | -      | -      | 4      | 1      | -      | -      | 40   | 22   |
| 總數     |         | 101  | 71   | 6      | 5      | –      | –      | 13     | 5      | 2      | 2      | 122  | 83   |
| 烏德勒支 | 2002–03 | 34   | 20   | 4      | 2      | -      | -      | 2      | 1      | -      | -      | 40   | 23   |
| 烏德勒支 | 2001–02 | 34   | 7    | 3      | 3      | -      | -      | 4      | 1      | -      | -      | 41   | 11   |
| 烏德勒支 | 2000–01 | 32   | 13   | 5      | 3      | -      | -      | 0      | 0      | -      | -      | 37   | 16   |
| 烏德勒支 | 1999–00 | 32   | 6    | 4      | 4      | -      | -      | 0      | 0      | -      | -      | 36   | 10   |
| 烏德勒支 | 1998–99 | 28   | 5    | 2      | 1      | -      | -      | 0      | 0      | -      | -      | 30   | 6    |
| 總數     |         | 160  | 51   | 18     | 13     | –      | –      | 6      | 2      | –      | –      | 184  | 66   |
| 歷年總數 |         | 402  | 158  | 33     | 20     | 3      | 0      | 66     | 20     | 2      | 2      | 506  | 200  |

## 榮譽
烏德勒支
- 冠軍
  - 2002-03 荷蘭盃

- 亞軍
  - 2001-02 荷蘭盃

利物浦
- 冠軍
  - 2011-12 英格蘭聯賽盃
- 亞軍
  - 2006-07 歐洲聯賽冠軍盃
  - 2008-09 英格蘭超級聯賽

## 外部連結
- 古治官方網頁 （页面存档备份，存于）
- 利物浦官方網站 古治資料